# Vera Rubin

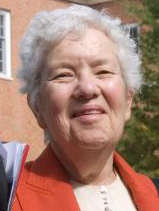
Vera Rubin (2009)

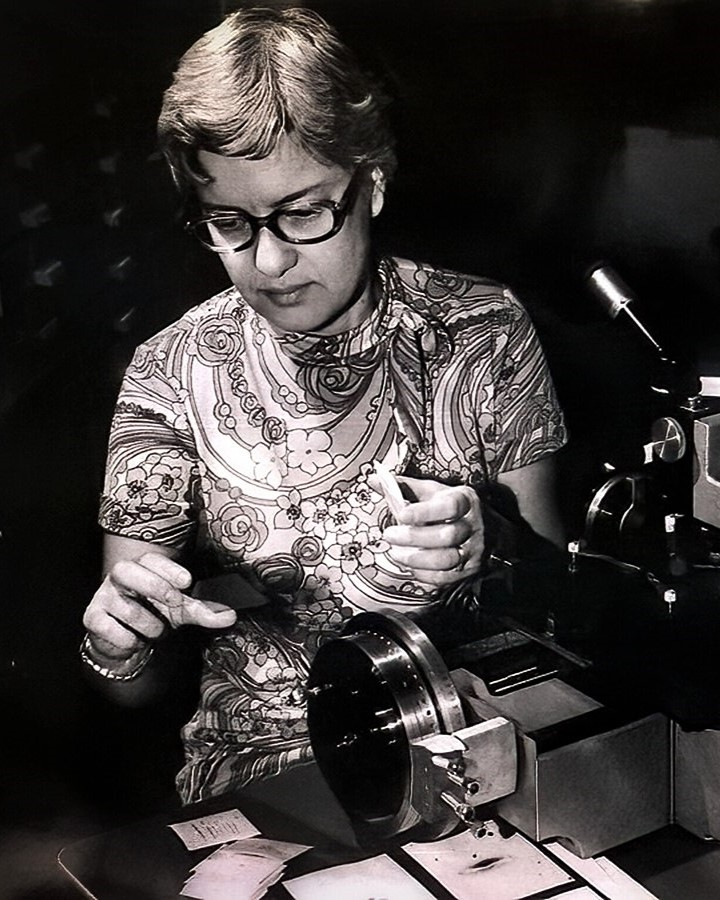
Vera Rubin (1974)

Vera Cooper Rubin (* 23. Juli 1928 in Philadelphia, Pennsylvania; † 25. Dezember 2016 in Princeton, New Jersey) war eine US-amerikanische Astronomin, die sich vorwiegend mit der Erfassung der Verteilung der Dunklen Materie beschäftigte. Nach ihr wurde das Vera C. Rubin Observatory benannt.

## Biographie
Vera Rubin wuchs in Washington, D.C. auf. Sie besuchte das Vassar College mit dem Bachelor-Abschluss 1948, die Cornell University mit dem Master-Abschluss 1951 und promovierte 1954 bei George Gamow an der Georgetown University. Schon in dieser Zeit beschäftigte sie sich mit der großräumigen Verteilung von Galaxien und den durch die Expansion des Universums überlagerten Bewegungen von Galaxienhaufen, noch heute wichtige Probleme der beobachtenden Kosmologie. Von 1965 an arbeitete sie an der Carnegie Institution of Washington (Department of Terrestrial Magnetism), wo ihre Zusammenarbeit mit Kent Ford begann. Mit den damals neuesten Spektrographen (gebaut von Ford) begann sie mit Ford, die inneren Bewegungen von Galaxien bis in ihre schwachen äußeren Gebiete zu untersuchen. Dabei stießen sie bei der Beobachtung des Andromeda-Nebels auf erste Hinweise für Dunkle Materie. Bei Untersuchungen des Andromeda-Nebels machten sie eine überraschende Entdeckung. Wenn die Masse von Galaxien wie die sichtbaren Sterne verteilt wäre, sollte die Umlaufgeschwindigkeit in den Außenbezirken von Spiralgalaxien mit zunehmender Entfernung vom Zentrum abnehmen. Stattdessen fanden Rubin und Ford mit der Entfernung fast gleich bleibende Umlaufgeschwindigkeiten mit typischen Werten um 200 km/s (siehe Rotationskurve). Rubin erklärte dies dadurch, dass ein Halo Dunkler Materie um die Galaxie vorhanden sein müsse. Rubins Ergebnisse waren zusammen mit ähnlichen Resultaten aus Radiomessungen der 21-cm-Linie des atomaren Wasserstoffs die stärksten Anzeichen für die Existenz Dunkler Materie in normalen Galaxien.
Besondere Aufmerksamkeit hatte Rubin der Rolle von Frauen in der Wissenschaft gewidmet. Ihr selbst war noch der Zugang zur Princeton University verweigert worden.
Sie war seit 1948 verheiratet und hatte vier Kinder. Vera Rubin starb am 25. Dezember 2016 mit 88 Jahren.
1979 bis 1984 war sie im Rat des Smithsonian.
Sie war unter anderem Gastprofessorin an der University of Texas (Tinsley Visiting Professor 1988) und in Berkeley (Chancellor’s Distinguished Professor 1981).
Nach Ansicht vieler Fachkollegen hätte Vera Rubin den Nobelpreis verdient gehabt. 2020 wurde ihr posthum eine besondere Ehrung zuteil, indem die National Science Foundation das Vera C. Rubin Observatory in Chile nach ihr benannt hat.

## Ehrungen, Preise und Mitgliedschaften (Auswahl)
- 1981 Aufnahme in die National Academy of Sciences
- 1982 Aufnahme in die American Academy of Arts and Sciences
- 1993 National Medal of Science
- 1993 Dickson Prize in Science
- 1994 Henry Norris Russell Lectureship
- 1996 Aufnahme in die American Philosophical Society
- 1996 Goldmedaille der Royal Astronomical Society
- 1997 Benennung eines Asteroiden nach ihr: (5726) Rubin
- 2002 Gruber-Preis für Kosmologie
- 2003 Bruce Medal
- 2003 Namensgeberin für den Rubin Peak in der Antarktis
- 2004 James Craig Watson Medal
- 2020 Umbenennung des Large Synoptic Survey Telescope (LSST) in NSF (National Science Foundation) VRO (Vera C. Rubin Observatory)[4]

Sie war mehrfache Ehrendoktorin – unter anderem in Harvard und Yale.